# Естер Вилијамс
Естер Вилијамс (енгл. Esther Williams) била је америчка филмска глумица и пливачица, рођена 8. августа 1921. године у Инглвуду (Калифорнија), а преминула 6. јуна 2013. године у Лос Анђелесу (САД). Најпознатија је по улози у филму Бал на води (1944).
Вилијамсова је пре своје двадесете године поставила неколико националних рекорда у пливању такмичећи се за клуб из Лос Анђелеса. Почетак Другог светског рата ју је спречио да учествује на Летњим олимпијским играма 1940. После тога потписује уговор са филмским студијом МГМ, за који током четрдесетих и педесетих година снима тзв. "мјузикле на води“. Након раскида уговора снима неколико неуспешних филмова, па одлучује да се повуче са филма. Затим је отпочела нову каријеру пословне жене тако што је позајмила своје име линији купаћих костима и базена и снимала кратке филмове учећи децу да пливају.

## Филмографија
| 1942. | Двоструки живот Ендија Хардија | Шила Брукс       | Мики Руни                        | - | 1943. | Момак звани Џо          | Елен Брајт              |                          |
| 1944. | Бал на води                    | Каролин Брукс    | Ред Скелтон                      | - | 1945. | Напета романса          | Синтија Глен            | Ван Џонсон               |
| 1945. | Зигфилдове лудости             |                  |                                  | - | 1946. | Светац из Худлума       | Кеј Лорисон             | Вилијам Пауел            |
| 1946. | Лако је венчати се             | Кони Чендлер     | Ван Џонсон и Лусил Бол           | - | 1946. | Till the Clouds Roll By |                         |                          |
| 1947. | Фиеста                         | Марија Моралес   | Рикардо Монталбан                | - | 1947. | This Time for Keeps     | Леонора Камбарети       |                          |
| 1948. | Са тобом на острву             | Розалин Рејнолдс | Питер Лофорд и Рикардо Монталбан | - | 1949. | Изведи ме на утакмицу   | К. Ц. Хигинс            | Џин Кели и Френк Синатра |
| 1949. | Нептунова кћерка               | Ив Барет         | Рикардо Монталбан и Ред Скелтон  | - | 1950. | Војвоткиња из Ајдаха    | Кристин Ривертон Данкан | Ван Џонсон               |
| 1950. | Паганска љубавна песма         | Mimi Bennett     | Хауард Кил                       | - | 1951. | Тексашки карневал       | Деби Телфорд            | Хауард Кил               |
| 1951. | Калавеј је отишао тамо         |                  |                                  | - | 1952. | Skirts Ahoy!            | Витни Јанг              |                          |
| 1952. | Сирена од милион долара        | Анет Келерман    | Виктор Матур                     | - | 1953. | Опасно када је мокро    | Кејти Хигинс            | Фернандо Ламас           |
| 1953. | Лако је волети                 | Џули Халертон    | Ван Џонсон и Тони Мартин         | - | 1955. | Јупитерова драга        | Амитис                  | Хауард Кил               |
| 1956. | The Unguarded Moment           | Луис Конвеј      |                                  | - | 1958. | Raw Wind in Eden        | Лаура                   | Џеф Чендлер              |
| 1961. | Велика представа               | Хилари Ален      |                                  | - | 1963. | Чаробна фонтана         |                         |                          |